# Olivia Brown
Pour les articles homonymes, voir Brown.
Olivia Brown est une actrice américano-allemande née le 10 avril 1960 à Francfort-sur-le-Main.

## Biographie
Olivia Brown naît en Allemagne de l'Ouest ; elle grandit ensuite à Livonia, dans le Michigan, puis en Californie. Elle accède à la notoriété en tenant un rôle récurrent dans la série télévisée Deux flics à Miami.
Elle a été mariée de 1983 à 1985 à l'acteur Mykelti Williamson.

## Filmographie
- 1977 : The Outsiders (série télévisée) : Faye
- 1981 : I Can Jump Puddles (TV) : Prostitute Maisie
- 1981 : Bellamy (série télévisée) : Judy
- 1982 : Norman Loves Rose : Nurse
- 1982 : 48 Heures (48 Hrs.) : Candy
- 1983 : Hooker (T.J. Hooker) (série télévisée) : Rhonda
- 1983 : For Love and Honor (série télévisée) : Sammy
- 1983 : Capitaine Furillo (Hill Street Blues) (série télévisée) : Vicki
- 1984 : Les Rues de feu (Streets of Fire) de Walter Hill : Addie
- 1984-1989 : Deux Flics à Miami (Miami Vice) (série télévisée) : Detective Trudy Joplin
- 1986 : La croisière s'amuse (The Love Boat) (série télévisée) : Lois Hendrix
- 1987 : Balance maman hors du train (Throw Momma from the Train) : Ms. Gladstone
- 1989 : Identity Crisis : Domino
- 1989 : Le Cavalier solitaire (Paradise) (série télévisée)
- 1989 : Monsters (série télévisée)
- 1989 : La Vie de famille (Family Matters) (série télévisée) : Vanessa
- 1990 : Femmes d'affaires et Dames de cœur (Designing Women) (série télévisée) : Vanessa Hargraves
- 1990 : Memories of Murder (TV) : Brenda
- 1990 : Dear John (série télévisée) : Denise
- 1991 : Roc (série télévisée) : Nadine
- 1993 : Le Prince de Bel-Air (The Fresh Prince of Bel-Air) (série télévisée) : Lola
- 1993 : La Guerre des sexes (All Tied Up) (vidéo) : Tara
- 1993 : Max, le meilleur ami de l'homme (Man's Best Friend) : Lab Assistant
- 1995 : CBS Schoolbreak Special (série télévisée) : Ms. Jackson
- 1995 : Sister, Sister (série télévisée) : Lucy
- 1995 : Loïs et Clark : Les Nouvelles Aventures de Superman (Lois & Clark: The New Adventures of Superman) (série télévisée) : Star
- 1997 : Beverly Hills 90210 (Beverly Hills, 90210) (feuilleton TV) : Professor Langely
- 1997 : Gregory Hines Show (The Gregory Hines Show) (série télévisée) : Cheri
- 1998 : Mr. P's Dancing Sushi Bar : Natalie
- 1998 : Murder call, fréquence meurtre (Murder Call) (série télévisée) : Mrs. Bisley
- 2001 : Moesha (série télévisée) : Barbara Lee
- 2003 : Sept à la maison (7th Heaven) (série télévisée) : Patricia Hamilton
- 2009 : Les Liens sacrés (Not Easily Broken) : Mrs. Reid
- 2009 : Fast Lane : Mama